# Ceromya prominula
Ceromya prominula là một loài ruồi trong họ Tachinidae.